# 邻硝基苯胺
邻硝基苯胺，即2-硝基苯胺，是苯胺的苯环上的邻位（2-位）被硝基取代形成的化合物。
邻硝基苯胺是黄色固体。

## 合成
邻硝基苯胺可通过苯胺乙酰化制备。首先，用乙酸酐将苯胺乙酰化。
C6H5NH2  +  (CH3CO)2O   →   C6H5NHC(O)CH3  +  CH3CO2H
然后，再将乙酰苯胺硝化：
C6H5NHC(O)CH3  +  HNO3   →   O2NC6H4NHC(O)CH3  +  H2O
最后，将邻硝基乙酰苯胺水解得到邻硝基苯胺：
O2NC6H4NHC(O)CH3  +  H2O   →   O2NC6H4NH2  +  CH3CO2H

## 应用
邻硝基苯胺是合成苯二胺的原料,而苯二胺被用于合成杂环类药物苯并咪唑。

## 反应
邻硝基苯胺的硝基是一个拉电子基团，使邻硝基苯胺的邻位和对位的反应活性降低，而间位则变得更易发生取代反应。同时，邻硝基苯胺的氨基提高了邻位和对位的活性。二者共同作用的净结果是，硝基的邻位更易发生反应。

## 相关化合物
- 间硝基苯胺
- 对硝基苯胺